# 陳露
陳 露（ちん ろ、チェン・ルー、簡体字：陈露、ラテン文字：Chen Lu、1976年11月24日 - ）は、中国・吉林省長春出身の元フィギュアスケート女子シングル選手。1994年リレハンメルオリンピック・及び1998年長野オリンピック・2大会連続銅メダリスト、1992年アルベールビルオリンピック6位入賞、1995年世界フィギュアスケート選手権優勝者。現在はプロスケーターに転向している。愛称は「ルル（Lulu）」。中国では「氷上蝴蝶」と称された。

## 経歴
母は卓球選手、父はアイスホッケーコーチという家庭で育った。
陳は早くから才能を開花させ、1990年には世界のトップスケーターに数えられていた。5種類7回の3回転、当時の女子としては難度が高い3トゥループ＋3トゥループのコンビネーションジャンプを持っていた。競技人生前半は技術派として評価を受けるが、次第に芸術性豊かなスタイルに移行していった。

### アルベールベル五輪で6位入賞・世界選手権初メダル獲得
90-91シーズンの世界選手権では3回転が5つしか決まらずに総合12位に終わった。
91-92シーズン、アルベールビルオリンピックではオリジナルプログラムで11位と出遅れたが、フリースケーティングで大きく挽回し総合6位入賞を果たす。陳はこの時、ショートで当時難しいとされていたトリプルルッツを含むコンビネーションを行い、またフリーでも6回の3回転を成功させたにもかかわらず、上位にランクすることはできなかった。技術点に比べると、芸術点ではまだ高い評価を得ることができなかった。しかし91-92シーズン、92-93シーズンの世界選手権で2回共に3位に入り、2年連続で銅メダルを獲得した。この頃から陳の実力は次第に評価されていくようになった。

### リレハンメル五輪で銅メダル・世界選手権初優勝
93-94シーズンのリレハンメルオリンピックで陳はテクニカルプログラムで4位発進だったが、フリースケーティングでは3回転-2回転のコンビネーション（シークエンス）を行い、また3ルッツを2回成功させるなどで総合3位入賞を果たし冬季五輪で自身初の銅メダルを獲得した。同シーズン辺りでジャンプ偏重から表現力重視のスタイルへと変わり、3回転3回転を試合ではやらなくなった。リレハンメル五輪後の千葉・幕張の世界選手権では初優勝が期待されたが、予選演技後に足の疲労骨折による体調不良のため途中棄権した。
94-95シーズン、陳はラストエンペラーをフリープログラムに選び、NHK杯1位となった。
迎えた1995年世界選手権ではショートで1位ボベック、2位マルコワ、3位陳、4位ボナリー、5位クワンとなり、上位2人が崩れて実質の争いは陳、ボナリー、クワンの3者に絞られた。フリーではボナリーが5種類7回の3回転ジャンプ（しかも3+3を2回）に成功するも点数が伸びず。陳は2回目の3ルッツを失敗して点数が伸び悩むがなんとかボナリーを振り切って暫定1位。クワンは5種類7回＋2アクセル2回の全てのジャンプを決めるが点が伸びない。結局、陳が念願の世界選手権初優勝を決め、中国代表の女子シングル選手としても史上初の世界チャンピオンとなった。
95-96シーズン、再び陳は頂点を目指すことになった。フリーにラフマニノフの曲をいれ、抒情性を前面に押し出したプログラムでNHK杯1位、しかしながらグランプリファイナルでは調子を崩し、ほとんど全てのジャンプを失敗して4位に終わった。その直後の世界選手権では全ての要素をショート、フリーを完璧にこなして暫定1位、芸術点で6.0の評価も得た。3回転ジャンプは5種類6回成功（ルッツが2回）次の滑走者クワンは前半の3トゥ+3トゥのコンビネーションを3+2にしてしまうが、プログラム最後に用意していた2アクセルを即席で3トゥに変更して成功させた。これでクワンが成功した3回転は5種類7回だった。この僅かな差で陳は総合2位となり、惜しくも銀メダルに終わった。

### 世界選手権予選落ち、引退か復帰か
96年世界選手権で全力を出し切り、芸術点で6.0満点の評価を得たにもかかわらず銀メダルに終わったことは少なからず陳にショックを与えた、さらにまた足の怪我や体重の激増とあいまって、96-97シーズンは不調のまま過ごす事となり97年の世界選手権ではショート25位でまさかの予選落ちという惨敗を喫してしまう。
そのため陳は、中国選手としての翌98年の長野オリンピック参加資格を獲得するために他の大会に出なければならなかった。その間はケガの治療とダイエットに専念した。97年の夏、長野五輪への参加資格を得るための指定試合であるカールシェーファーメモリアルに参加し優勝を達成する。ISU国際大会でもフランス大会4位、NHK杯3位と少しずつ復調を審査員に印象付けながら長野オリンピックを待つ事となった。

### 長野五輪、涙の銅メダル獲得
自ら同大会限りで引退を決意していた98年の長野オリンピックのショートプログラムでは、苦手としていたジャンプも何とかきめて4位に入りフリーでの逆転メダル獲得に望みをかけた。フリースケーティングでは僅かながら回転不足をおかしつつも5種類の3回転ジャンプを決め、プログラムの最後には3トゥループ＋3トゥループ（実際は2つ目のジャンプは明らかに半回転近く回転不足）の連続ジャンプをいれメダルへの執念を見せた。陳は演技が終わるな否や、リンクに覆いかぶさるように顔を伏せ、あふれんばかりの涙を流しその後キス＆クライの席でもコーチに寄りかかったまま号泣していた。
最終的にライバルの不調もあって陳は僅差で3位入賞・冬季五輪2大会連続で銅メダルを獲得した。表彰式に登った陳は流れる嬉し涙を拭おうともせず、銅メダリストとしての喜びを表現した。なお、陳はこの長野五輪を最後にアマチュア選手としての現役引退を表明した。

### アマチュア引退後
プロに転向後はスターズ・オン・アイスなどのアイスショーに出演した。2005年にはロシアのペアスケーターのデニス・ペトロフと結婚、翌年には長男が生まれた。夫とともに中国南部の深圳で自らの名を冠した陳露国際スケートクラブを経営、指導者・振付師としても活躍している。2006年トリノオリンピックでは聖火ランナーをつとめ、また陳の故郷である長春で開催された2007年の冬季アジア大会では開会式で「バタフライ・ラヴァーズ」を披露した。大会期間中は地元テレビのコメンテーターとして競技の解説も行なっている。陳の夫であるペトロフの祖国で開催された2014年ソチオリンピックの誘致活動にも加わった。

## 主な戦績
| 大会/年            | 1989-90 | 1990-91 | 1991-92 | 1992-93 | 1993-94 | 1994-95 | 1995-96 | 1996-97 | 1997-98 | 2000-01 |
| ------------------ | ------- | ------- | ------- | ------- | ------- | ------- | ------- | ------- | ------- | ------- |
| オリンピック       |         |         | 6       |         | 3       |         |         |         | 3       |         |
| 世界選手権         |         | 12      | 3       | 3       | 棄権    | 1       | 2       | 25      |         |         |
| 中国選手権         | 1       | 1       | 1       | 1       | 1       | 1       | 1       | 1       | 1       | 1       |
| GPファイナル       |         |         |         |         |         |         | 4       |         |         |         |
| GPスケートアメリカ |         |         | 4       | 3       |         |         | 2       |         |         |         |
| GPスケートカナダ   |         |         |         |         | 1       |         |         |         |         |         |
| GPラリック杯       |         |         |         |         |         |         | 2       |         | 4       |         |
| GPNHK杯            |         |         | 3       |         | 3       | 1       | 1       |         | 3       |         |
| アジア大会         |         |         |         |         |         |         | 1       |         |         |         |
| KSM                |         |         |         |         |         |         |         |         | 1       |         |
| 世界Jr.選手権      |         | 3       | 3       |         |         |         |         |         |         |         |